# Jane Frances Winn
Jane Frances Winn (Chillicothe (Ohio), 1855 - 1927), schrijvend onder de naam Frank Fair, was in de twintigste eeuw een invloedrijke Amerikaanse journalist. Ze werd ook wel de dean of newspaper women genoemd.

## Biografie

### Jeugd
Winn had een vader met Ierse wortels en een moeder met een Britse stamboom. Op twaalfjarige leeftijd was ze redacteur van schoolkrant de Excelsior, waarvoor ze redactionele commentaren en gedichten schreef.

### Latere carrière
Zoals bij meer vrouwelijke journalisten in die tijd, startte Winn haar loopbaan als lerares. In haar geboortestad onderwees ze op een highschool botanica en scheikunde. Om haar kennis hierover te vergroten, volgde ze in de zomer lessen aan de Harvard-universiteit (vijf jaren) en de Ohio State University (één jaar scheikunde, onder de bekende toxicoloog Curtis B. Howard). In 1895 was ze vicepresident van de Ohio Academy of Science.
Winn was als medeoprichter betrokken bij de Century Club in haar woonplaats.
Ze schreef voor de St. Louis Globe-Democrat - eerst als women's editor, daarna als women's sports editor en als laatste bij de book reviews als literary editor en hoofd van dit department. Ondertussen bleef ze de Frank Fair-columns schrijven. Ze was een van de eerste vrouwen die in de krant schreven over de golfsport; de dameswedstrijden althans.
Winn was lid van de English-Speaking Union, de National Arts Club, de National Science Club en de Contemporary Club.

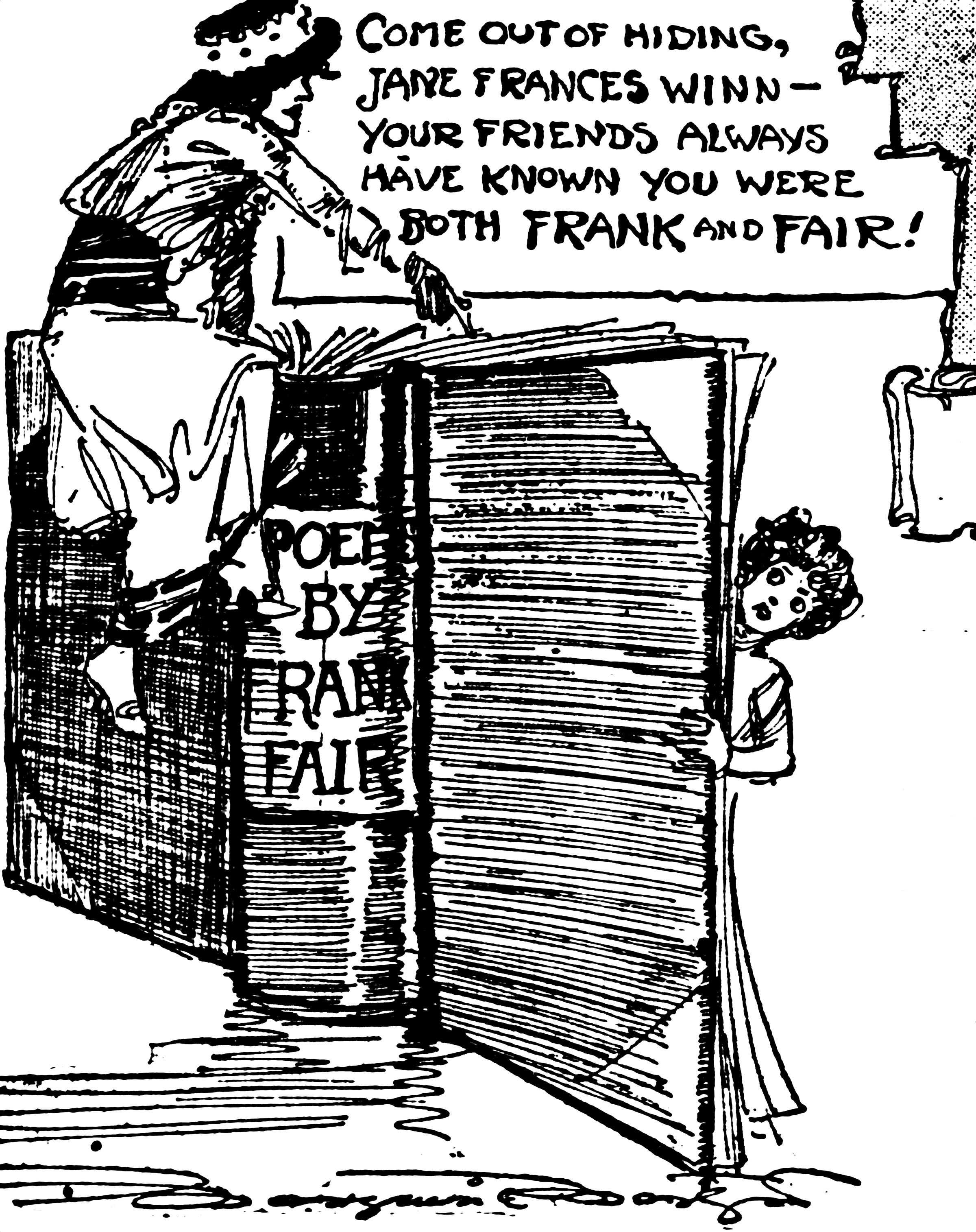
Schets door journalist Marguerite Martyn uit 1914, waarin Martyn links en Winn rechts staat.

### Persoonlijk
Samen met haar broer, Frank T. Winn (1865-1918), die ook in het krantenvak zat, woonde Jane Frances Winn in de buurt van het Forest Park. Ze is nooit getrouwd en besteedde de rest van haar leven aan het schrijven.
Winn stierf in 1927 en werd begraven op het Grandview Cemetery in Chillicothe (Ohio).